# アカクラゲ
アカクラゲ（赤水母、赤海月、学名 Chrysaora pacifica）は、鉢虫綱のヤナギクラゲ属に属するクラゲの一種。台湾北東部から青森県の陸奥湾にかけて分布する。
有明海に生息するアカクラゲは、ヒゼンクラゲを参照

## 特徴
放射状の褐色の縞模様が16本走った直径9-15cmほどの傘と、各8分画から5-7本ずつ、合計で40-56本の伸びる長さ2m以上の触手を持つ。北方性の近縁種 Chrysaora melanaster も傘に同様の縞模様があるが、こちらは触手が24本しか無いことから区別できる。
触手の刺胞毒は強く、刺されるとかなり強い痛みを感じる。刺傷による痛みは火傷に似ており、ミミズ腫れや水脹れを生じる。

## 別名
このクラゲが乾燥すると毒をもった刺糸が舞い上がり、これが人の鼻に入るとくしゃみを引き起こすため、「ハクションクラゲ」という別名を持つ。
これに目をつけた戦国武将真田信繁（幸村）が、粉にしたアカクラゲを敵に投げつけ、くしゃみを連発させて困らせたという逸話があり、「サナダクラゲ」と呼ばれることもある。
また、その赤い縞模様から「連隊旗クラゲ」とも呼ばれる。

## アカクラゲの登場する作品
- 『アカルイミライ』（映画。黒沢清監督作品。主演：オダギリジョー、浅野忠信、藤竜也）
- 『カムイ外伝』（TVアニメ。第２２話「一白」）